# Tim Hayward
Tim Hayward (né en 1955) est professeur de théorie politique environnementale à l'Université d'Édimbourg. Il est connu pour son relai de théories conspirationnistes et de désinformation issue de la propagande de guerre des régimes de Bachar el-Assad et de Vladimir Poutine.

## Biographie et carrière
Professeur de théorie politique environnementale à l'Université d'Édimbourg, il est le directeur du Just World Institute de l'université, un organisme créé pour « favoriser la recherche interdisciplinaire sur les défis mondiaux auxquels est confronté l'ordre international, avec une attention particulière aux questions d'éthique et de justice ». Il est également membre d'un groupe de pression avec d'autres universitaires : l'Organisation for Propaganda Studies (OPS)

## Désinformation et controverses
En 2017, il cofonde, avec l'ancien universitaire complotiste Piers Robinson,, le Groupe de travail sur la Syrie, la propagande et les médias (SPM), un groupe dont l'objectif déclaré est de « faciliter la recherche dans les domaines de la communication persuasive organisée (y compris les opérations de propagande et d'information) et de la couverture médiatique, concernant le conflit de 2011 à aujourd'hui en Syrie, ainsi que les sujets connexes ». Les publications du groupe suscitent des critiques, notamment des accusations de désinformation et de partialité,,.
En 2018 et 2019, Tim Hayward est accusé de propager de la propagande pro-Assad et des théories complotistes sur le conflit en Syrie, des étudiants syriens affirment être découragés d'étudier à l'Université d’Édimbourg et surtout, de suivre les cours de Tim Hayward, qui peut les faire se sentir « en danger ».
Selon The Times, en avril 2020, Hayward participe à la désinformation sur la pandémie : il « retweete à ses 13 000 abonnés l'affirmation d'un écologiste canadien selon laquelle le WEF, les Nations unies et l'Imperial College de Londres pourraient faire partie d'un stratagème visant à exploiter la pandémie de COVID-19 en faisant la promotion de vaccins et en créant des poulets génétiquement modifiés résistants à la grippe ».
En mars 2022, Tim Hayward partage un tweet d'un représentant russe aux Nations unies décrivant la frappe aérienne de l'hôpital de Marioupol comme une « fake news » avec le commentaire « Tant que nous sommes encore en mesure d'entendre les deux versions de l'histoire, nous devons continuer à nous efforcer de le faire ». Peu après, le président de la commission restreinte sur l'éducation du parlement britannique, Robert Halfon, parle à la Chambre des communes de la « propagande pro-poutine dans certaines de nos principales universités », citant Tim Hayward parmi plusieurs universitaires,,,,.
En mai 2022, des étudiants de Tim Hayward l'accusent publiquement de relayer de la propagande de guerre russe à propos de la guerre en Ukraine et de la propagande sur la guerre civile syrienne, il relaye par exemple les versions du régime syrien et du Kremlin concernant le fait que les attaques chimiques pourraient être des fake news, ou des scènes jouées par les Casques blancs, secouristes de la Défense civile syrienne.
En septembre 2024, plusieurs élus et chercheurs s'inquiètent que lui soit confié un enseignement des médias intitulé « propagande et censure dans les démocraties », alors qu'il a régulièrement partagé de la désinformation, reprenant sans réserve la désinformation d'états autoritaires.

## Publications
- Ecological Thought: An Introduction. John Wiley & Sons, 1995.  (ISBN 978-0-74-561320-8).
- Political Theory and Ecological Values. John Wiley & Sons, 1998.  (ISBN 978-0-74-561809-8).
- Constitutional Environmental Rights. Oxford University Press, 2005.  (ISBN 978-0-19-927867-1).
- Human Rights and the Environment. 4 Vols. Routledge, 2017. (Editor)
- Global Justice and Finance. Oxford University Press, 2019.  (ISBN 978-0-19-884276-7).